# コクピット (カー用品店)
コクピット(COCKPIT)は、ブリヂストンリテールジャパン株式会社がフランチャイザーとして展開するフランチャイズ制のカー用品店。ブリヂストン製のタイヤ・ホイールを中心に扱っている。
因みに“コックピット”ではなく、“コクピット”が正式名称である。

## 概要
「カスタマイズのコンシェルジュ」をキーワードに、車のカスタマイズをサポートしている店。特にGTパーツ/オーディオビジュアルの取り扱いには力を入れている。アライメント調整を一般向けに“商売化”したのも、コクピットが最初と言われている。
スポーツ車種向けに特化した「スポーツコクピット」や、スタイリングモディファイに力を入れている「スタイルコクピット」、輸入車用品を主力に扱う「コクピット（21）」など、新しい店舗展開も見せる。
かつてはテレビCMも出稿しており、「カーグラフィックTV」（テレビ朝日）、「F1グランプリ」（フジテレビ）などで放送されていた。

## 取扱い商品
タイヤ、ホイール、GTパーツ、ナビ、オーディオ、オイル、バッテリーなど。